# Ampliación Ejido Lázaro Cárdenas
Ampliación Ejido Lázaro Cárdenas är en ort i Mexiko.   Den ligger i kommunen Tijuana och delstaten Baja California, i den nordvästra delen av landet, 2 300 km nordväst om huvudstaden Mexico City. Ampliación Ejido Lázaro Cárdenas ligger 352 meter över havet och antalet invånare är 684.
Terrängen runt Ampliación Ejido Lázaro Cárdenas är kuperad åt sydost, men åt nordväst är den platt. Ampliación Ejido Lázaro Cárdenas ligger uppe på en höjd. Runt Ampliación Ejido Lázaro Cárdenas är det tätbefolkat, med 913 invånare per kvadratkilometer. Närmaste större samhälle är Tijuana, 8,6 km norr om Ampliación Ejido Lázaro Cárdenas. Omgivningarna runt Ampliación Ejido Lázaro Cárdenas är i huvudsak ett öppet busklandskap.